# Chrysanthemum zawadskii subsp. latilobum
Sous-espèce
Classification phylogénétique
Chrysanthemum zawadskii subsp. latilobum est une sous-espèce de chrysanthème d'automne, de la famille des Asteraceae. Sa croissance est rapide et il peut atteindre 70 cm de hauteur. Cette plante très rustique peut supporter des températures allant jusqu'à −5 °C à −10 °C. Elle fleurit de la fin du mois d'août à la fin automne.
Cette plante est très florifère et odorante, c'est particulièrement le cas du cultivar Clara Curtis dont les fleurs sont blanches en pompons. Selon les cultivars, ce chrysanthème d'automne fait des fleurs roses, vieux rose, jaunes, couleur abricot, blanches ou rouges.
Il existe aussi un cultivar Cappa aux fleurs jaunes et orange au centre. Mais cette plante est sujette aux agresseurs : les araignées rouges et les pucerons en sont friands, tandis que la pourriture grise peut faire aussi effet.
Pour empêcher la courbure des tiges par le poids des fleurs, on peut tuteurer le plant ou rabattre les touffes à 10 cm du sol, lorsque le plant a atteint 30 à 40 cm de hauteur. Par contre, on a avantage à laisser les tiges atteindre leur pleine longueur, car cela permet de faire de magnifiques bouquets de fleurs coupées.

## Synonyme
- Chrysanthemum ×rubellum Sealy
- Chrysanthemum zawadskii var. latilobum (Maxim.) Kitam.
- Dendranthema zawadskii var. latilobum (Maxim.) Kitam.
- Leucanthemum sibiricum var. latilobum Maxim.